# Động đất Malatya 1986
Động đất Malatya 1986 (tiếng Thổ Nhĩ Kỳ: 1986 Malatya depremi) là trận động đất xảy ra vào lúc 06:35:38 (TRT), ngày 5 tháng 5 năm 1986. Trận động đất có cường độ 6.1 richter, tâm chấn độ sâu khoảng 9,6 km. Hậu quả trận động đất đã làm 15 người chết, 100 người bị thương.